# Anne-Marie du Boccage

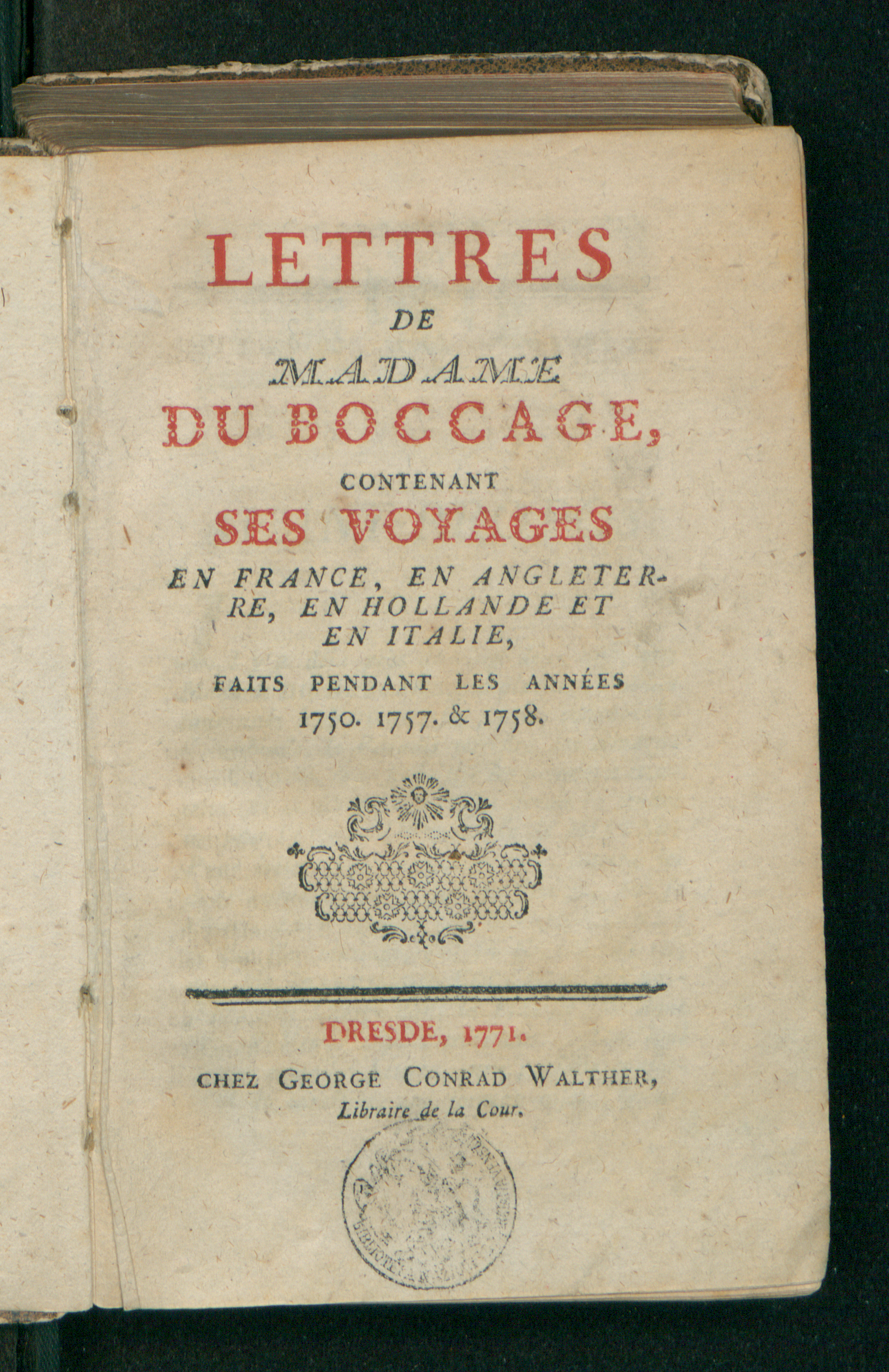
Lettres contenant ses voyages en France, en Angleterre, en Hollande et en Italie, 1771

Anne-Marie Le Page Fiquet du Boccage (Rouen, 22 ottobre 1710 – Parigi, 8 agosto 1802) è stata una scrittrice, poetessa e drammaturga francese.

## Biografia
Tra le sue opere si ricordano Il Paradiso terrestre (imitazione di John Milton, 1748), La morte di Abele (imitazione di Salomon Gessner), Le Amazzoni (1749) e il poema La Colombiade (da non confondersi con l'omonimo lavoro di Lorenzo Gambara, 1756).
Si dice che Voltaire provasse una smodata ammirazione per la scrittrice.
Inoltre la corrispondenza epistolare scritta dall'astronomo francese Jean Sylvain Bailly e pubblicata nel Saggio sulle favole e sulla loro storia (in francese: Essai sur les fables et sur leur histoire) era a lei indirizzata.

## Curiosità
Il commediografo Carlo Goldoni si ispirò alla Du Boccage per tratteggiare il personaggio di Donna Giulia nella commedia La donna di maneggio del 1760.